# Petersdorf, Bavaria
Petersdorf este o comună din districtul Aichach-Friedberg, landul Bavaria, Germania.